# Бронхиолоальвеолярный рак
Бронхиолоальвеоля́рный рак (БАР) — первичная злокачественная эпителиальная опухоль, одна из разновидностей высокодифференцированной аденокарциномы лёгкого, характеризующаяся локализацией, как правило, в периферических отделах лёгкого и внутриальвеолярным ростом без существенного разрушения гистоархитектоники предсуществующей респираторной ткани, а также наклонностью к формированию распространённых пневмониеподобных и диссеминированных форм поражения лёгких. Отличительной особенностью бронхиолоальвеолярного рака является рост опухолевых клеток одним слоем по стенкам терминальных дыхательных путей и альвеол без прорастания стромы, сосудов и плевры. Эта злокачественная опухоль не образует собственной стромы, а использует в качестве неё альвеолярные перегородки.
Достаточно редкая встречаемость бронхиолоальвеолярного рака, а также неспецифичность его симптомов, большинство из которых характерно и для других заболеваний лёгких неопухолевой природы, определяют трудность своевременной диагностики этого злокачественного новообразования.

## История
Бронхиолоальвеолярный рак впервые был описан как двусторонняя многоузловая форма злокачественного новообразования лёгких в 1876 году D. Malasser, который установил его при аутопсии трупа женщины 47 лет и дал ему название «аденоматоз лёгких». Первое описание бронхиолоальвеолярного рака в русскоязычной литературе сделал в 1903 году В. Шор. В том же году J. Musser обнаружил другую форму БАР, которую он описал как диффузный, инфильтративный тип опухоли, вовлекающий долю лёгкого или лёгкое целиком наподобие пневмонии, и назвал диффузным типом рака легкого. В 1907 году Helly это же заболевание описал под названием лёгочного аденоматоза или бронхиолярной карциномы. В 1950 году E. R. Griffith с соавторами описал 7 наблюдений из клиники Мейо так называемого им альвеолярноклеточного рака, отметив, что в 50 % имела место узловая форма этого злокачественного новообразования, в 36 % — диффузная, а в 14 % — сочетание обеих форм. К 1951 году W. Potts и H. Davidson собрали информацию уже о 70 описанных в литературе случаях бронхиолоальвеолярного рака. В опубликованной в 1950-е годы C. Storey и соавторами работе было показано, что наиболее часто встречающейся формой бронхиолоальвеолярного рака является периферическая узловая форма; Storey также высказал предположение, что эта опухоль имеет уницентричное происхождение и распространяется на другие участки лёгкого лимфогенным или гематогенным путём или же путём бронхогенной диссеминации. Термин «бронхиолоальвеолярный рак (бронхиолоальвеолярная карцинома)» был впервые предложен американским патологом Авериллом Либовым (Averill Abraham Liebow, 1911—1978) в 1960 году для описания высокодифференцированной периферической опухоли лёгкого, стелющейся поверх альвеол в виде чешуек без нарушения архитектоники лёгких. В 1967 году бронхиолоальвеолярный рак был внесён экспертами Всемирной организации здравоохранения в Международную гистологическую классификацию опухолей лёгких в качестве подтипа аденокарциномы.

## Эпидемиология
Бронхиолоальвеолярный рак является редкой первичной злокачественной опухолью лёгких: на его долю приходится от 2 % до 14 % всех первичных форм рака
легкого, а среди немелкоклеточного рака лёгкого бронхиолоальвеолярный рак составляет от 3 до 4 %. Отличительной особенностью бронхиолоальвеолярного рака по сравнению с другими гистологическими формами рака лёгкого является то, что он почти с одинаковой частотой выявляется у лиц мужского и женского пола: у женщин он составляет чуть более половины всех случаев, тогда как в структуре немелкоклеточного рака лёгкого заболеваемость среди женщин не превышает 38 %.

## Этиология
Убедительные данные, свидетельствующие о связи между таким важнейшим этиологическим фактором рака лёгкого вообще как курение и возникновением бронхиолоальвеолярного рака, в настоящее время отсутствуют.

## Патологическая анатомия
Гистологическая картина бронхиолоальвеолярного рака характеризуется разрастанием опухолевых клеток, в некоторых случаях с формированием мелких железистых островков и папиллярных структур, которые распространяются пристеночно внутри просвета терминальных бронхиол и альвеол на более или менее обширные участки лёгкого. При этом разрушения межальвеолярных и междольковых перегородок и сосудов не происходит. Это объясняет отсутствие некрозов в центральной части опухоли, что отличает бронхиолоальвеолярный рак от других гистологических типов рака лёгкого, при которых в результате нарушения васкуляризации некрозы развиваются значительно чаще. Достаточное кровоснабжение, по всей видимости, служит причиной того, что при бронхиолоальвеолярном раке отсутствуют существенно выраженный полиморфизм и уродливые формы клеточных элементов. Ещё одной морфологической особенностью бронхиолоальвеолярного рака является способность клеток опухоли к отторжению в просвет альвеол из-за слабости межклеточных связей, что приводит к образованию в альвеолах свободнолежащих комплексов раковых клеток.
В случае не продуцирующего слизь (немуцинозного) бронхиолоальвеолярного рака опухолевые клетки имеют кубическую или цилиндрическую форму, их ядро гиперхромно и расположено центрально или верхушечно, а цитоплазма гомогенна. Клетки характеризуются незначительным или полностью отсутствующим слизеобразованием и растут в один ряд по стенкам альвеол. Их рост является преимущественно бронхиолоальвеолярным, однако альвеолярные перегородки, как правило, утолщены, склерозированы, с лимфоидной инфильтрацией. Электронная микроскопия позволяет обнаружить характерные для клеток Клара мелкие секреторные гранулы. При иммуногистохимическом исследовании в бронхиолоальвеолярном раке выявляются антигены, типичные для клеток Клара и компонентов сурфактанта.
В случае высокодифференцированного слизеобразующего (муцинозного) бронхиолоальвеолярного рака опухолевые клетки имеют эозинофильную цитоплазму, округлое, расположенное центрально или базально ядро, митозы выявляются редко. Опухоль состоит из одного ряда высоких столбиков клеток. Основой этого подтипа бронхиолоальвеолярного рака являются клетки — предшественники бокаловидных клеток, содержащие в верхней части цитоплазмы слизистые секреторные гранулы. Муцин нередко содержится не только в клетках, но и в просвете альвеол, в некоторых случаях происходит разрыв альвеол с образованием так называемых «слизистых озёр». Такие скопления слизи макроскопически имеют вид мелких кист. Растущая часть этого подтипа только бронхиолоальвеолярная; фиброзную ткань в этой опухоли выявляют редко.
При смешанном типе бронхиолоальвеолярного рака новообразование включает морфологические компоненты, характерные для первых
двух типов.

## Классификация
В связи с характерным стелющимся ростом клеток опухоли на строме межальвеолярных перегородок определение стадийности бронхиолоальвеолярного рака по системе TNM затруднено. Наиболее употребимой является следующая клинико-анатомическая классификация бронхиолоальвеолярного рака:
1. Локализованная форма:
  1. одноузловая;
  2. пневмониеподобная;
2. Распространенная:
  1. многоузловая;
  2. диссеминированная[1].

Согласно гистологической классификации опухолей лёгких и плевры, принятой Всемирной организацией здравоохранения в 1999 году (третье издание), выделяют следующие варианты бронхиолоальвеолярного рака:
1. немуцинозный (неслизеобразующий, неслизепродуцирующий);
2. муцинозный (слизеобразующий, слизепродуцирующий);
3. смешанный муцинозный и немуцинозный, или промежуточный вариант[1][5].

Международная мультидисциплинарная классификация аденокарцином лёгкого, разработанная Международной Ассоциацией по изучению рака легких (IASLC),
Американским Торакальным Обществом (ATS) и Европейским Респираторным Обществом (ERS), учитывает диагностические критерии и терминологию для анализа удаленной
опухоли, биопсийного и цитологического материала. В ней произведена реклассификация группы аденокарцином, ранее объединенной термином «бронхиолоальвеолярный рак», а сам этот термин рекомендовано не употреблять, вместо чего к новым названиям отдельных опухолей, входивших в его состав, добавлять «прежний бронхиолоальвеолярный рак». Таким образом, выделены следующие виды аденокарцином, ранее определявшиеся как бронхиолоальвеолярный рак:
1. Аденокарцинома in situ (прежний бронхиолоальвеолярный рак) — второе после атипичной аденоматозной (альвеолярной) гиперплазии преинвазивное состояние — одиночная периферическая опухоль размерами не более 3 мм, как правило, немуцинозная, редко — муцинозная или смешанная; является прогностически благоприятным вариантом;
2. Минимальноинвазивная аденокарцинома[англ.] (прежний бронхиолоальвеолярный рак) — сходна с аденокарциномой in situ, в том числе и по размерам, отличается наличием стромальной инвазии (протяжённость инвазивного участка не более 5 мм), отсутствием сосудистой и плевральной инвазии, некрозов; как правило, немуцинозная, редко — муцинозная или смешанная; является прогностически благоприятным вариантом;
3. Инвазивная аденокарцинома с преобладанием чешуйчатого субтипа (прежний бронхиолоальвеолярный рак) — от минимальноинвазивной аденокарциномы отличается наличием не только стромальной, но также сосудистой и плевральной инвазии (длина инвазивного участка более 5 мм) и некрозов;
4. Инвазивная муцинозная аденокарцинома (прежний муцинозный бронхиолоальвеолярный рак) — состоит из бокаловидных или призматических клеток с обильным внутриклеточным слизеобразованием; является прогностически неблагоприятным вариантом аденокарциномы[7][14].

## Клиническая картина
На ранних стадиях развития бронхиолоальвеолярного рака его клинические проявления отсутствуют. По мере прогрессирования заболевания появляются кашель с отделением мокроты, одышка, повышение температуры тела, общая слабость. Наиболее характерным, хотя и редко встречающимся симптомом бронхиолоальвеолярного рака, является выделение при кашле большого количества пенистой слизисто-водянистой мокроты.

## Инструментальное исследование

### Рентгенография лёгких в прямой и боковой проекциях
Узловая форма бронхиолоальвеолярного рака на рентгенограмме лёгких имеет вид патологического образования округлой формы, обладающего характерными признаками периферического
рака. Образование имеет длинные толстые тяжи, отходящие от опухоли в направлении корня лёгкого и плевры, а также своеобразную ячеистую (по типу пчелиных сот) структуру, которая обусловлена формированием в строме опухоли большого количества мелких кистозных полостей. Плотность такого узла может быть различной, что зависит от характера распространения опухолевых клеток в ткани лёгкого. В большинстве случаев узел имеет мягкотканную плотность, часто бывает окружён зоной уплотнения (по типу так называемого «матового стекла»). Характерным признаком узловой формы бронхиолоальвеолярного рака является видимость просветов мелких бронхов в опухоли, что типично и для большинства других аденокарцином.
Инфильтративная форма бронхиолоальвеолярного рака рентгенологически проявляется гомогенным и относительно интенсивным затемнением лёгочной ткани. На рентгенограммах эта форма имеет сходство с пневмонической инфильтрацией и характеризуется сегментарным или долевым уплотнением с нечёткими контурами, размеры же поражённой части лёгкого остаются нормальными. На участке уплотнения визуализируются просветы бронхов. В лёгочной ткани, окружающей инфильтрат, обычно определяются полиморфные очаги с чёткими ровными контурами.
Для этой формы бронхиолоальвеолярного рака также характерна своеобразная ячеистая структура уплотнения.
Диссеминированная форма бронхиолоальвеолярного рака имеет два основных рентгенологических варианта. Первый вариант является более частым и отличается присутствием в лёгких множественных очагов различной формы с чёткими ровными контурами, чаще имеющих крупные и средние размеры. Интерстициальные изменения при этом не отмечаются. Увеличение внутригрудных лимфоузлов нехарактерно. Для второго варианта диссеминированной формы характерно преобладание интерстициальных изменений, которые напоминают альвеолит или лимфогенный карциноматоз. У таких пациентов в значительно более существенно выражены одышка и общие симптомы опухолевой интоксикации.